# Општина Топору (Ђурђу)
Топору (рум. Toporu) општина је у Румунији у округу Ђурђу.
Oпштина се налази на надморској висини од 87 m.